# Ендру Карнеги
Ендру Карнеги (енгл. Andrew Carnegie; Данфермлајн, 25. новембар 1835 – 11. август 1919) био је шкотско-амерички индустријалац који је предводио огромну експанзију америчке индустрије челика крајем 19. века, и постао један од најбогатијих Американаца у историји. Био је један од најистакнутијих филантропа свог доба. Током последњих 18 година свог живота, поклонио је ~350 милиона долара (отприлике 5,1 милијарду долара у 2018. години) многим добротворним организацијама, фондацијама и универзитетима - скоро 90 одсто свог богатства. Његов чланак из 1889. "Јеванђеље богатства" (The Gospel of Wealth) позивао је богате да помогну побољшање друштва и изазвао је велики талас филантропије, а остаје битан и до данас.
Ендру Карнеги је рођен у Дамферлајну у Шкотској у врло сиромашној породици. Године 1848. одселио се за САД. Најпре је радио као телеграфиста, а до 1860 већ је улагао у железницу, производњу спаваћих кола, мостоградњу и транспорт нафте. Даље богатство је створио тако што је продавао америчке обвезнице у Европи. У Питсбургу је изградио компанију Каргнеги Стил компанију, која је 1901. године продата ЏП Моргану за 480 милиона долара, чиме је створена УС Стил корпорација. Карнеги је посветио остатак живота добротворним активностима, посвећујући посебну пажњу локалним библиотекама, светском миру, образовању и научним истраживањима. Саградио је Карнеги хол и између осталог основао Карнеги корпорацију Њујорк (Carnegie Corporation of New York), Фондацију Карнеги за међународни мир (Carnegie Endowment for International Peace), Научни институт Карнеги (Carnegie Institution for Science), Универзитет Карнеги Мелон (Carnegie Mellon University) и друге. Његов живот се често наводи као илустрација приче о успеху, од немаштине до богатства.
Часопис Форбс је 2007. проценио богатство Ендруа Карнегија у тренутку његове смрти на 298,3 милијарди данашњих америчких долара, што га чини једним од најбогатијих Американаца, као и најбогатијих особа у читавој историји. Средствима његове фондације подигнута је зграда Универзитетска библиотека „Светозар Марковић” у Београду.